# Trogen (Németország)
Trogen település Németországban, azon belül Bajorországban. Lakosainak száma 1396 fő (2023. december 31.). Trogen Feilitzsch és Gattendorf községekkel határos.

## Népesség
A település népessége az elmúlt években az alábbi módon változott:
| Lakosok száma | 885  | 1435 | 1325 | 1553 | 1457 | 1458 | 1435 | 1455 | 1406 | 1396 |
|               | 1875 | 1950 | 1975 | 2010 | 2012 | 2013 | 2015 | 2017 | 2021 | 2023 |